# Gabriele Hinzmann
Gabriele Hinzmann (Alemania, 31 de mayo de 1947) es una atleta alemana retirada, especializada en la prueba de lanzamiento de disco en la que llegó a ser medallista de bronce olímpica en 1976.

## Carrera deportiva
En los JJ. OO. de Montreal 1976 ganó la medalla de bronce en el lanzamiento de disco, con una marca de 66.84 metros, quedando en el podio tras su paisana alemana Evelin Schlaak y la búlgara Mariya Vergova.